# Kaplica Notre Dame du Haut
Kaplica Notre Dame du Haut, kaplica Matki Bożej na Górze – żelbetowa kaplica pielgrzymkowa znajdująca się w górach, około kilometra od górniczego miasta Ronchamp we Francji w regionie Franche-Comté, w departamencie Górna Saona. Jedna z najwybitniejszych na świecie realizacji modernizmu w architekturze sakralnej.
W 2016 kaplicę wpisano na listę światowego dziedzictwa UNESCO jako część obiektu: Dzieła architektury Le Corbusiera jako wybitny wkład do modernizmu.
Kaplica zaprojektowana przez Le Corbusiera została zrealizowana w latach 1953–1955. Obiekt powstał w miejscu gdzie wcześniej znajdował się kościół z XI w., który spłonął, odbudowano go, a następnie został zburzony przez Niemców w czasie II wojny światowej. Jasna bryła budowli góruje nad miasteczkiem, będąc punktem odniesienia dla pielgrzymów. Jej wygląd przypomina ogromną rzeźbę plenerową, inspirowaną według niektórych źródeł przez skorupę kraba. „Fasada à la ser szwajcarski”. Plan obiektu jest nieregularny, dynamiczny w wyrazie, powiązany z silną symboliką. Wewnątrz ekspresyjna gra światła przenikającego przez barwne witraże kontrastuje z surowym wykończeniem świątyni. Masywny sufit jest oddzielony od ścian wąską szczeliną ze szkła, przez którą dociera światło. Budynek zdobią odciski morskich muszli w betonie. Drugi ołtarz znajduje się na zewnątrz. Kaplicy towarzyszą modernistyczne zabudowania (biura, salki, itp.). Wokół kaplicy znajdują się tereny spacerowe i (po drodze do miasta) nieczynny szyb kopalniany z wyeksponowanym składem kolei przemysłowej (górniczej) – pozostałość po górniczych tradycjach Ronchamp.

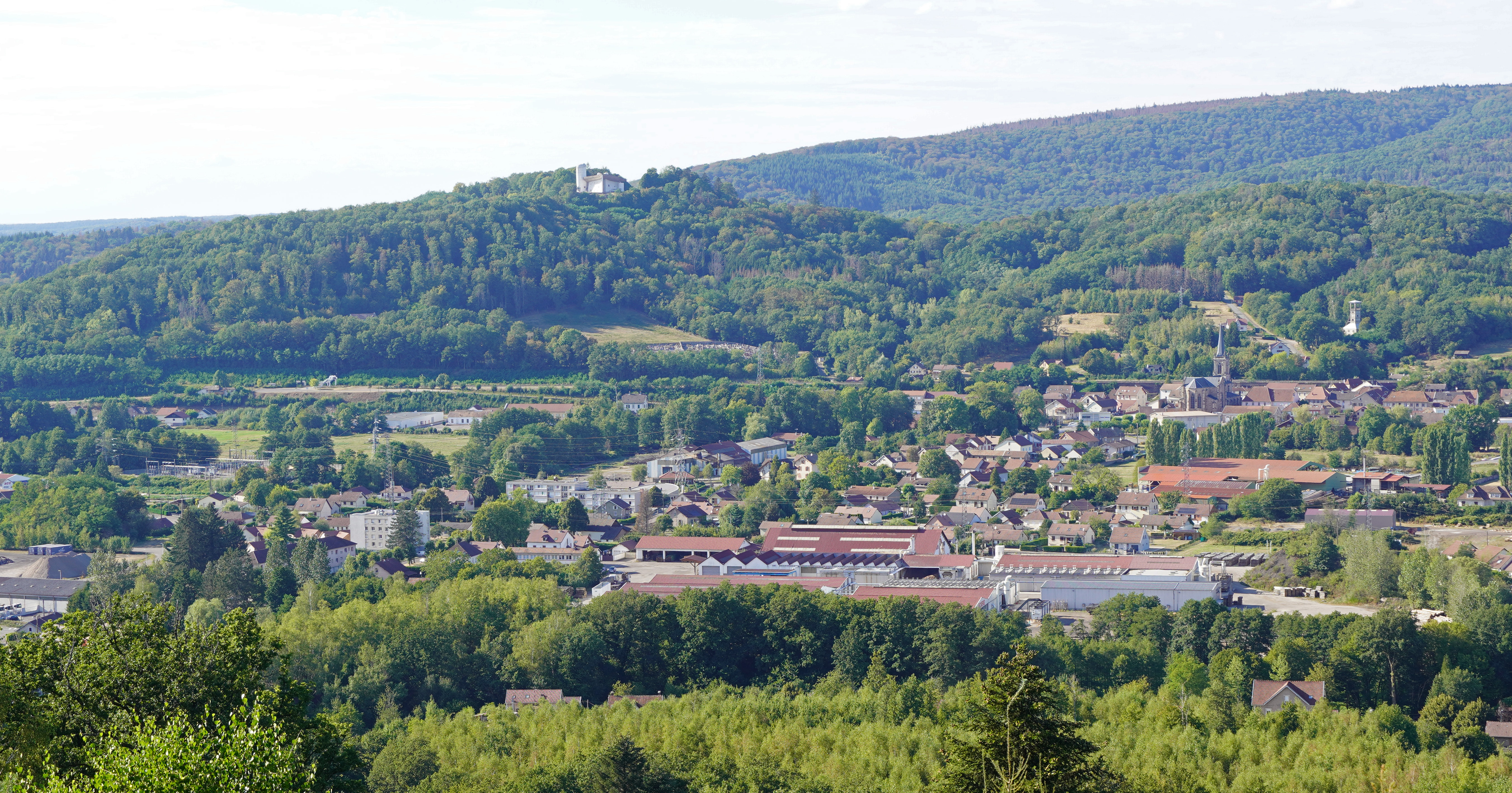
Ronchamp